# Margaret Brent
Margaret Brent, née en 1601 et morte en 1671, est une immigrante anglaise, colon, fondatrice des premières histoires de la Province du Maryland et connue pour être la première femme à demander dans le Nouveau Monde, le droit de vote, et à comparaître devant un tribunal du Common Law. Elle est souvent considérée comme la première avocate des États-Unis. Margaret Brent représente les affaires des autres colons, en particulier des femmes. Elle est la première femme à exercer le droit dans un tribunal des colonies. Les dossiers survivants indiquent qu'elle a plaidé au moins 134 cas, principalement en tant que plaignante, et a remporté l'essentiel de ses poursuites.

## Biographie
Margaret, sa sœur Mary et ses frères Giles Brent et Fulke Brent immigrent ensemble d'Angleterre pour s'installer à St Mary's dans le Maryland le 22 novembre 1638. En immigrant les frères et sœurs espèrent améliorer leur fortune.
Le 4 octobre 1639, Margaret Brent obtient sa première concession de terres enregistrée à St. Mary's, qui s'élève à 28 hectares de terres, avec laquelle elle et sa sœur Mary établissent «Sister's Freehold». À la suite des liens familiaux, des transactions commerciales et des primes offertes pour le transports des colons et fonctionnaires qu'elle a apportés avec elle, la concession ne fait que s'agrandir, pour atteindre une surface de 320 hectares pour chacune des sœurs Brent.
En 1657, elle était devenue l'un des plus grands propriétaires fonciers de la colonie. Margaret Brent devient une alliée du gouverneur, Leonard Calvert. Ensemble, ils deviennent les gardiens de Mary Kittamaquund, la fille d'un chef Piscataway.

## Guerre civile et troubles politiques
Au milieu des années 1640, la Guerre civile anglaise s'étend au Maryland. De retour d'Angleterre, le gouverneur Leonard Calvert, décide de recruter des mercenaires venant de Virginie afin de lutter contre les pillards. À la suite de cette guerre civile la colonie est réduite à une centaine d'habitants. À la même époque le gouverneur Leonard Calvert tombe malade et décède en 1647, avant d'avoir payé les mercenaires. Avant de mourir le gouverneur désigne Margaret Brent comme son exécutrice et lui dit «Prends tout, passe tout». Elle aide alors à maintenir la stabilité de la colonie en s'assurant que les mercenaires soient payés et nourris.
En 1647, à une époque de troubles politiques et de risques pour l'avenir de la colonie, le gouverneur de la colonie du Maryland : Leonard Calvert, nomme Margaret Brent. Elle aide à assurer la fidélité des soldats à la colonie en s'assurant que ces derniers soient payés et reçoivent de la nourriture. Bien que ses actions ont permis de maintenir la stabilité dans la colonie, les décisions prises par Margaret Brent ont rapidement été condamnées par le gouverneur Leonard Calvert, frère et successeur de Cecilius Calvert.
Le 21 janvier 1648, en tant que représentante de Lord Baltimore, exécutrice de Calvert et propriétaire foncier à part entière, Margaret Brent assiste à l'assemblée provinciale, durant laquelle elle demande une voix au conseil, ainsi que deux votes dans les procédures : l'une en tant que propriétaire foncier indépendante et l'autre en tant que mandataire de Lord Baltimore. Margaret déclare au sein de l'Assemblée générale du Maryland: «Je suis venue chercher une voix dans cette assemblée. Et pourtant, parce que je suis une femme, je dois donc rester les bras croisés et ne pas même avoir de voix dans l'élaboration de vos lois». Le gouverneur Thomas Greene refuse sa demande, car l'assemblée considère, à l'époque, que de tels privilèges pour les femmes sont réservés aux reines. Margaret Brent quitte l'assemblée en déclarant qu'elle «proteste contre toutes les procédures [...] sauf si elle peut être présente et voter comme déjà mentionné».

## Fin de vie en Virginie
Étant donné l'hostilité de Lord Baltimore envers la famille Brent. Les deux sœurs, Margaret et Mary Brent, achètent en 1647, des terres de Virginie et décident d'y emménager en 1650. Elles vivent alors dans une plantation appelée «Peace» dans ce qui est alors le comté de Westmoreland, en Virginie. Ni elle ni sa sœur Mary ne se sont jamais mariées; elles étaient parmi les très rares femmes anglaises non mariées de l'époque. L'historienne Lois Greene Carr pense que les deux sœurs ont fait vœu de célibat sous l'une des institutions de Mary Ward en Angleterre.
En 1658, la sœur de Margaret Brent, Mary Brent décède et lègue tout son domaine de 400 hectares à sa sœur. En 1670, Margaret Brent attribue la moitié de ses 800 hectares dans le Maryland à son neveu, James Clifton. La majeure partie du reste est allée à son frère Giles et à ses enfants. Elle décède à «Peace», dans le nouveau comté de Stafford, en Virginie, en 1671.
Avec Anne Hutchinson, Margaret Brent est l'une des figures féminines les plus importantes du début de l'Histoire coloniale américaine. Saluée en tant que féministe par certains dans les temps modernes, pour avancer la législation concernant les droits des femmes. Dans le monde dominé par les hommes des colonies, sa position pour ses droits et son indépendance est inhabituelle et rare dans la pratique.

## Héritage et honneurs
- Margaret Brent est aujourd'hui considérée comme une «mère fondatrice» du Maryland aux côtés de ses «pères fondateurs»[13].
- Margaret Brent continue d'être citée par certains chercheurs comme une figure féministe historique, et alternativement (et plus couramment maintenant) comme une femme notable de l'histoire américaine qui a défendu les droits des femmes[14].
- Le Public Honors College, St Mary's College of Maryland, également situé dans la ville moderne de St. Mary's, possède un bâtiment qui porte son nom. Il s'appelle Margaret Brent Hall. Une rue du campus porte également le nom de Margaret Brent Way. L'école maintient également une bourse et un programme académique pour les étudiants doués et talentueux issus de milieux défavorisés appelé le programme de bourses DeSousa-Brent, en partie nommé en son honneur[15].
- En 1978, Virginia a érigé un marqueur historique à Jones Point Park commémorant le combat de Maîtresse Margaret Brent pour les droits des femmes, ainsi que sa propriété du terrain qui est devenu Alexandria, en Virginie[16].
- En 1991, le Margaret Brent Women Lawyers of Achievement Award a été créé par la Commission de l'American Bar Association sur les femmes dans la profession, reconnaissant et célébrant les réalisations des femmes juristes qui ont excellé dans leur domaine et ont ouvert la voie au succès pour d'autres femmes juristes[17].
- En 1998, l'Etat de Virginie a érigé une borne routière historique commémorant Margaret, Giles et sa sœur Mary Brent pour la construction du premier établissement catholique romain en Virginie, le long de la route historique 1 près de l'ancien cimetière de la famille Brent[18].
- En 2010, la Virginie a érigé un marqueur de route historique (environ un mile au sud des marqueurs religieux de 1998) notant le rôle de Margaret Brent en tant que gardienne de Mary Kittamaquund, princesse amérindienne du Yaocomico (sud Maryland) de la nation indienne de Piscataway.
- Plusieurs écoles publiques de l'État du Maryland portent son nom, comme Margaret Brent Middle School[19].
- En 2004, le comté de Stafford, en Virginie, a ouvert l'école élémentaire Margaret Brent[20].
- Margaret Brent a été nommée membre de la classe inaugurale de Virginia Women in History en 2000[21]. En 1985, elle a été l'une des premières femmes à être intronisée au Maryland Women's Hall of Fame[22].
- Entre 1974 et 1979, l'artiste américaine Judy Chicago rend hommage à 1038 personnalités féminines à travers son œuvre majeure The Dinner Party. Margaret Brent fait partie de cet hommage[23]